# CBGB
CBGB je bio legendarni rock klub na adresi 315 Bowery na Manhattnu u New Yorku. CBGB je akronim za glazbene žanrove
country, bluegrass i blues. Također je poznat i pod nazivom OMFUG, (Other Music For Uplifting Gormandizers), otprilike drugačija glazba za uzdignute gurmane. Gurman se obično koristi za osobu koja uživa u dobroj hrani, no prema Hilly Kristal koji je bio vlasnik kluba, riječ gurman se može koristiti i za ljubitelje glazbe. Klub se povezuje s američkim punk pokretom, prvenstveno s glazbenicima Patti Smith i Ramones. Tijekom vremena u njemu je nastupao veliki broj svjetskih rock zvijezda.
Poznata je i slika sastava Ramones uslikana pred klubom pored znaka za ulicu Bleecker Street.

## Vanjske poveznice
- Službene stranice